# Sinfonia n. 6 (Schubert)
La Sinfonia n. 6 in do maggiore D 589, detta la Piccola, fu composta da Franz Schubert tra l'ottobre 1817 e il febbraio 1818. La sua prima esecuzione pubblica si tenne a Vienna nel 1828. È anche conosciuta come la Piccola (in tedesco Kleine C-Dur) per distinguerla dalla più tarda Sinfonia n. 9 nella stessa tonalità, nota come la Grande (in tedesco Große Sinfonie in C-Dur). La durata di esecuzione è attorno ai 32 minuti. La pubblicazione della sinfonia fu a cura di Johannes Brahms e della casa editrice di Lipsia Breitkopf & Härtel (1884), come sesto fascicolo della Serie I. Symphonien (secondo volume) del Franz Schubert's Werke: Kritisch durchgesehene Gesammtausgabe, ristampato nel 1978 dalla Dover Publications.

## Struttura
Si divide in quattro movimenti.
1. Adagio in do maggiore, 3/4 - Allegro in do maggiore, 2/2
2. Andante in fa maggiore, 2/4
3. Presto, scherzo in do maggiore, 3/4 - Più lento, trio in mi maggiore, 3/4
4. Allegro moderato in do maggiore, 2/4

L'apertura della sinfonia nella parte dei violini.
In partitura la dinamica è fzp invece che fp.